# Hoogtevrees

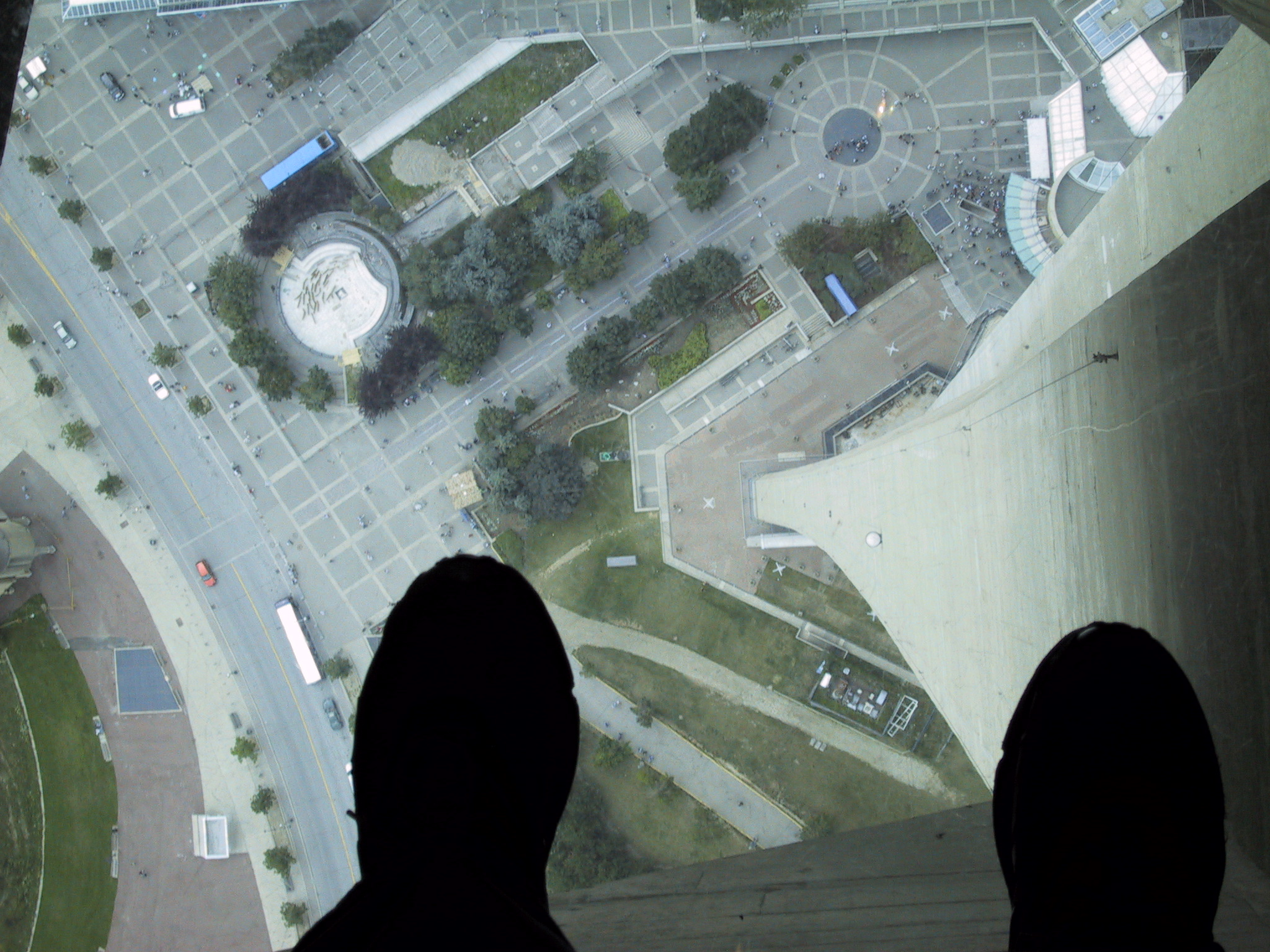
Glazen vloer in de CN Tower in Toronto.

Hoogtevrees is de angst die iemand voor hoogten heeft. Deze angst bestaat in meer of mindere mate bij ieder mens. Indien de angst buitensporige vormen aanneemt, spreekt men van acrofobie, of altofobie. Acrofobie heeft veel gemeen met bathofobie, de vrees voor diepten. Beide fobieën houden verband met de vrees om te vallen. 
Acrofobie is een specifieke fobie en kan net als de meeste van dergelijke fobieën vrij gemakkelijk worden behandeld door middel van gedragstherapie. Er zijn echter ook hardnekkige vormen bekend. Mensen die aan acrofobie lijden gaan ook wel eens in een flatgebouw wonen, en kunnen vaak gewend raken aan bepaalde hoge plekken, zoals een woning in een flatgebouw. De angst kan echter terugkomen nadat men langdurig geen blootstelling heeft gehad aan hoogtesituaties.
Er kan onderscheid worden gemaakt tussen verschillende soorten hoogtevrees.
- Cognitieve hoogtevrees wordt veroorzaakt door angstgedachten die gerelateerd zijn aan angst om te (kunnen of denken mogelijk te gaan) springen of angst dat een constructie niet sterk genoeg is.
- Pure optische hoogtevrees kan al achter glas (zonder echte bijgedachten) paniek geven, wanneer men op een etage van een flat verkeert.

Veel soorten hoogtevrees zijn echter een mengvorm van cognitieve en optische hoogtevrees. Hoogtevrees kan optreden ten gevolge van overbelasting, bijvoorbeeld na een burn out of overspannenheid. Veelal blijft de hoogtevrees-gevoeligheid bestaan als de overbelasting weer is verdwenen. Vaak dient de hoogtevrees dan afzonderlijk te worden behandeld.